# 韓庚 (春秋)
韩庄子（?—?），名庚，是中国春秋时期晋国韩氏的领袖，韓簡子之子。承襲父亲韓簡子擔任韩氏的领袖，仕晋哀公。韩庄子死后，儿子韓康子韓虎继位。
| 前任： 韓簡子 | 晉國韓氏領袖 | 繼任： 韓康子 |